# André Chilo
André Chilo né le 5 juillet 1898 à Bordeaux et décédé le 3 novembre 1982 à Barcus, est un joueur de rugby à XV et un athlète français évoluant aux poste d'arrière ou de trois-quarts aile en sélection nationale et au Racing club de France
Médaillé d’argent aux Jeux olympiques de 1920 à Anvers,  aux côtés de René Crabos, de François Borde et d'Adolphe Jauréguy, il est l'un des joueurs les plus représentatifs de ce club après la première guerre mondiale.
Dans les années 1970, il devient le Président fondateur du club de rugby à XV de l'Avenir de Barcus, dont le stade municipal porte également son nom.
Il a également détenu le record de France du triple saut, réalisé en 1919.

## Biographie
André Chilo nait le 5 juillet 1898 à Bordeaux, de parents basques originaires de Barcus, en Soule.
Après une saison au Stade Toulousain en 1916-1917, il rejoint le Racing Club de France en 1918. 
En 1919, Chilo est sélectionné pour affronter l’Australian Imperial Force et participe aux Jeux Interalliés contre la Roumanie et les États-Unis. Cette même année, il remporte le championnat de France du triple saut avec un saut de 13,41 mètres, battant le record de France de cinquante centimètres. En 1920, malgré une défaite en finale du championnat contre  le Stadoceste tarbais, il se retrouve dans l’équipe olympique de rugby, apportant une médaille d’argent à la France après une défaite contre les États-Unis. Son service militaire à l’école militaire de Joinville a été déterminant, car c’est dans ce contexte qu’il est sélectionné pour l’équipe de France de rugby participant aux Jeux olympiques d’Anvers en 1920. 
En 1922, Chilo remporte un Bouclier de Brennus avec le Stade Toulousain. Il reçoit six convocations en équipe nationale, mais ne joue que deux matchs, la dernière fois contre la Nouvelle-Zélande en 1925.

## Après carrière
Dessinateur lithographe de profession, André Chilo se distingue également comme éducateur. Dans les années 1940, il devient Moniteur National de Rugby aux côtés d’Eugène Ribère, marquant ainsi de nombreuses générations d’internationaux. En 1972, Chilo fonde le club de rugby de l'Avenir de Barcus, dont il est le président fondateur et dont le stade porte aujourd’hui son nom. 
Jusqu’à son décès le 3 novembre 1982, il continue d’influencer le rugby local.

## Obsèques
Lors de ses obsèques le 6 novembre 1982, trois cercueils sont présents au cimetière de Barcus : celui d’André Chilo, de son fils Michel et de sa belle-fille, la sculptrice argentine Alicia Penalba, décédés dans un accident de voiture à un passage à niveau à Saint-Geours-de-Maremne dans les Landes en se rendant aux funérailles.

## Décoration
- Officier de l'Instruction publique en 1955, en qualité de « maître d'éducation physique à l'institut national des sports à Paris »[9].

## Carrière

### En club
- Racing club de France
- SCUF
- TOEC
- Stade toulousain
- AS française

### En équipe de France
- André Chilo a connu sa première sélection le 1er janvier 1920 contre l'Écosse. Il compte au total quatre sélections : deux en 1920 contre l'Écosse et le Pays de Galles et deux en 1925 contre l'Irlande et la Nouvelle-Zélande[10].

### En athlétisme
- Champion de France du triple saut et du saut en longueur en 1919.
- Détenteur du record de France du triple saut en 1919 avec 13,07 m.
- Éliminé en qualifications de l'épreuve de triple saut aux Jeux olympiques d'été de 1920 à Anvers.

## Palmarès

### En club
- Coupe de l'Espérance avec le Stade toulousain en 1916.
- Champion de France de rugby avec le Stade toulousain en 1922.
  - Vice-champion de France de rugby avec le R.C.F. en 1920.
  - Finaliste de la Coupe de l'Espérance avec le Stade toulousain en 1917[11].
- Coupe de l'Avenir avec le Stade toulousain en 1917 (finale disputée à Paris, face à une Sélection parisienne).

### Divers
- Sélection en équipe Probables du Sud lors du match Possibles-Probables du Sud lors de la saison 1916-17.
- Sélection en équipe Sud, en mars 1917[12].

### En équipe de France
- 4 sélections, + 1 non officielle (sa sélection aux Jeux olympiques)
- Sélections par année : 2 en 1920, 2 en 1925.
- Participation au Tournoi des Cinq Nations en 1920 et 1925.
- Vice-champion olympique en 1920.